# 卢卡·博斯基
卢卡·博斯基（Luca Boschi，1972年12月29日—）， 圣马力诺政治人物，自2019年10月1日起与马里耶拉·穆拉罗尼同任圣马力诺执政官。

## 生平
博斯基出生在意大利，在米蘭长大。从威尔士卡迪夫大学国际商务市场学毕业后，博斯基回到圣马力诺，在一家私营部门做自由职业者。博斯基加入了公民10运动，自2016年12月起担任大议会议员。